# Shigeru Tsuyuguchi
Shigeru Tsuyuguchi (露口　茂 Tsuyuguchi Shigeru?, 8 de abril de 1932) es un actor japonés.
Tsuyuguchi nació en Tokio (Japón). Hizo su debut actoral en la película de 1959  Tōboshā.Es mayormente conocido por su papel en Taiyō ni Hoero!.

## Filmografía seleccionada
| Año  | Título                                        |
| ---- | --------------------------------------------- |
| 1959 | Tōboshā                                       |
| 1963 | La mujer insecto                              |
| 1964 | Unholy Desire o Intentions of murder          |
| 1967 | A Man Vanishes                                |
| 1969 | Mito Kōmon                                    |
| 1972 | Kozure Ōkami: Kowokashi udekashi tsukamatsuru |
| 1981 | Eijanaika (Ee ja nai ka) o Why Not?           |
| 1984 | Fireflies in the North                        |
| 1995 | Susurros del corazón                          |